# Isaï

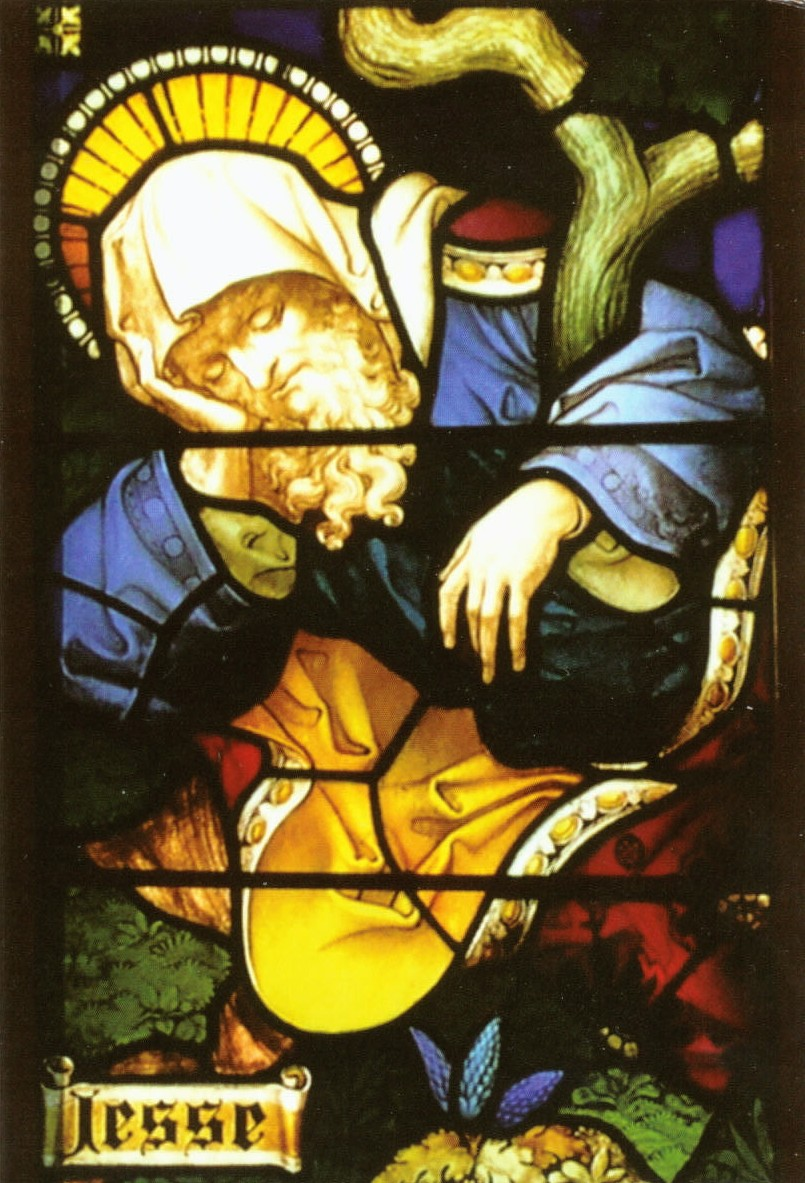
Isaï

Isaï (Hebreeuws: יִשָׁי, Jišaj, betekenis onduidelijk, soms vertaald als "geschenk van God") of Jesse was volgens de Hebreeuwse Bijbel de vader van koning David. Isaï was een van de vier mensen uit de Hebreeuwse Bijbel waarvan volgens de Misjna van de Talmoed wordt gezegd dat zij zonder enige zonde zijn gestorven. In de Bijbel zelf telt Isaï alleen als de vader van David; over hem zelf wordt vrijwel niets gezegd.

## Bijbelse traditie
Isaï was een zoon van Obed, dus een kleinzoon van Boaz en Ruth, uit de stam van Juda. Hij woonde in Bethlehem en had volgens 1 Samuel 16:10-11 en 17:12 acht zonen en twee dochters. 1 Kronieken 2:13-15 noemt zeven zonen en twee dochters.
Isaï wordt in de verhalen over de opkomst van David veelvuldig genoemd, maar zijn enige handelingen die worden vermeld zijn het voorstellen van zijn zonen aan Samuel en de opdracht aan David om zijn broers voedsel te brengen in het legerkamp van Saul (1 Samuel 16 en 17).
Volgens de stamboom van Jezus in Matteüs 1:1-7 en Lucas 3:23-38 stamde hij via Jozef van David en diens vader Isaï af.

## Jesse
In de Statenvertaling wordt om dezelfde persoon aan te duiden in het Oude Testament gesproken van Isaï, in het Nieuwe Testament van Jesse. In de protestantse NBG-vertaling en de katholieke Willibrordvertaling wordt alleen de naam Isaï gebruikt.
De weergave van Isaï als Jesse is vooral bekend van de uitdrukking boom van Jesse of stam van Jesse, ontleend aan Jesaja 11:1: "uit de stronk van Isaï (Jesse) schiet een telg op, een scheut van zijn wortels komt tot bloei", een vers dat in Romeinen 15:12 wordt gezien als een voorspelling voor Jezus.